# 868 Lova
868 Lova eller 1917 BU är en asteroid i huvudbältet, som upptäcktes 26 april 1917 av den tyske astronomen Max Wolf i Heidelberg.
Asteroiden har en diameter på ungefär 50 kilometer.